# Pompa kawitacyjna
Pompa kawitacyjna, zwana też przepływową pompą kawitacyjną – rodzaj pompy, która wykorzystuje zjawisko kawitacji. 
Inne nazwy to: pompa implozyjna, pompa hydrosoniczna. 

## Konstrukcja
Pompy kawitacyjne mają różną konstrukcję:
- Ślimakowa do przetłaczania bardzo lepkich płynów. Wywołane przez obrót specjalnej konstrukcji ślimaka strefy kawitacji płynu „popychają” kolejne porcje płynu wzdłuż ślimaka i jednocześnie powodują powstanie stref dużego podciśnienia, do których są „zasysane” kolejne porcje płynu. Rotorem w tego rodzaju pompach jest stalowa helisa, pokryta bardzo twardym i gładkim materiałem (chromem lub spiekami ceramicznymi). Rotor ten jest umieszczony w rurze, wewnątrz której znajduje się, gruba, helikalna uszczelka. Skok helisy wypełnienia gumowego jest równy połowie skoku helisy rotora. Rotacja stalowej helisy powoduje powstanie stref kawitacji, które przemieszczają się cały czas wzdłuż jej osi i wymuszają opisany wyżej mechanizm pompowania płynu.
- Z obrotowym wirnikiem. Wokół wirnika wykonane są zagłębienia. Na dnie zagłębień w czasie obrotu wirnika powstają na skutek zjawiska kawitacji pęcherzyki pary tłoczonej cieczy. Ten rodzaj pompy służy do:
  - mieszania dwóch trudno łączących się cieczy (wytwarzanie emulsji),
  - do podgrzewania cieczy i wytwarzania pary tylko przy pomocy ruchu obrotowego wirnika.

## Charakterystyka
Pompy kawitacyjne charakteryzuje stosunkowo małe zużycie energii i długi czas eksploatacji, pod warunkiem ścisłego przestrzegania zasad jej użytkowania. W pompie tej rolę środka smarującego odgrywa sam pompowany płyn. Musi on spełniać pewne kryteria, takie jak odpowiedni zakres dopuszczalnej lepkości (dostosowany do określonego rodzaju pompy). Płyn nie może zawierać zbyt wielu zanieczyszczeń, które mogą uszkadzać rotor i gumowe wypełnienie. Nie wolno też tej pompy uruchamiać przed zalaniem jej pompowanym płynem. 

## Zastosowanie
Pompy tego rodzaju są stosowane głównie w przemyśle kosmetycznym i farmaceutycznym (do pompowania past, pomadek, kremów itp.). Są bardzo popularne w wielu krajach jako system ogrzewania domów ze względu na bardzo wysoką sprawność.